# 10. новембар
10. новембар (10.11.) је 314. дан године по грегоријанском календару (315. у преступној години). До краја године има још 51 дан.

## Догађаји
- 1444 — Османски султан Мурат II је у бици код Варне однео убедљиву победу над крсташком војском чији вођа краљ Пољске и Угарске Владислав III Јагело погинуо.
- 1793 — Национални конвент је прогласио култ Разума као замену за католицизам током Француске револуције.
- 1910 — На иницијативу Павла Поповића, Александра Белића и Јована Скерлића, основано Друштво за српски језик и књижевност, ради усавршавања наставе српског језика и књижевности у школама.
- 1928 — Хирохито крунисан за 124. јапанског цара.
- 1942 — Немачка је напала Вишијевску Француску након што је адмирал Франсоа Дарлан потписао споразум са Савезницима у северној Африци.
- 1943 — Ради лакшег управљања окупираном територијом, немачке власти у Другом светском рату успоставиле квислиншку „Народну управу” у Црној Гори.
- 1945 — Нацистичког колаборационисту и фашисту Секулу Дрљевића ликвидирала четничка црна тројка док се скривао у Јуденбургу
- 1969 — Први пут емитована америчка дечја ТВ емисија "Улица Сезам".
- 1975 — Владе Југославије и Италије потписале уговор о дефинитивном решењу граничних и других питања између двеју земаља.
- 1975 — СС Едмунд Фицџералд, највећи број на северноамерички Великим језерима, је потонуо уз губитак живота 29 особа.
- 1983 — Бил Гејтс је представио Виндоуз 1.0.
- 1989 — Бугарски комунистички лидер Тодор Живков смењен с власти након 33-годишње владавине.

## Рођења
- 1759 — Фридрих Шилер, немачки писац. (прем. 1805)
- 1885 — Катарина Богдановић, српска филозофкиња, педагошкиња, књижевница и књижевна критичарка. (прем. 1969)[1]
- 1888 — Андреј Тупољев, руски конструктор авиона. (прем. 1972)
- 1918 — Радивоје Јовановић, учесник Народноослободилачке борбе, генерал-потпуковник ЈНА и народни херој Југославије. (прем. 2000)
- 1919 — Михаил Калашњиков, руски инжењер. (прем. 2013)
- 1923 — Драгослав Андрић,  српски писац, драматург, лексикограф, публициста и шахиста, састављач антологија и преводилац. (прем. 2005)[2]
- 1925 — Ричард Бартон, енглеско-велшки глумац. (прем. 1984)
- 1928 — Енио Мориконе, италијански композитор и диригент. (прем. 2020)
- 1932 — Николај Хлистов, совјетски хокејаш на леду. (прем. 1999)
- 1932 — Рој Шајдер, амерички глумац. (прем. 2008)
- 1937 — Драган Стојнић, српски певач шансона. (прем. 2003)
- 1951 — Виктор Сухоруков, руски глумац.
- 1954 — Нада Војиновић, српска глумица.
- 1954 — Хуанито, шпански фудбалер и фудбалски тренер. (прем. 1992)
- 1955 — Роланд Емерих, немачки редитељ, сценариста и продуцент.
- 1964 — Магнус Шевинг, исландски писац, продуцент, глумац и спортиста.
- 1966 — Ванеса Ејнџел, енглеска глумица и модел.
- 1968 — Естер Зек Иштар, израелска певачица.
- 1968 — Трејси Морган, амерички глумац и комичар.
- 1969 — Јенс Леман, немачки фудбалски голман.
- 1969 — Елен Помпео, америчка глумица.
- 1971 — Биг Пан, амерички хип хоп музичар. (прем. 2000)
- 1973 — Патрик Бергер, чешки фудбалер.
- 1974 — Кристина Ковач, српска музичарка и композиторка.
- 1977 — Британи Марфи, америчка глумица и музичарка. (прем. 2009)
- 1978 — Дипло, амерички ди-џеј и музички продуцент.
- 1978 — Бане Ковачевић, српски хип хоп музичар, најпознатији као члан групе 187. (прем. 2019)
- 1979 — Нина Мерседиз, америчко-мексичка порнографска глумица, модел, плесачица, редитељка и продуценткиња.
- 1980 — Лајонел Чалмерс, амерички кошаркаш.
- 1984 — Кендрик Перкинс, амерички кошаркаш.
- 1985 — Александар Коларов, српски фудбалер.
- 1988 — Данијел Теклехајманот, еритрејски бициклиста.
- 1989 — Тарон Еџертон, велшки глумац.
- 1989 — Џејкоб Пулен, америчко-грузијски кошаркаш.
- 1993 — Срђан Мијаиловић, српски фудбалер.
- 1994 — Такума Асано, јапански фудбалер.

## Смрти
- 1891 — Артур Рембо, француски песник. (* 1854)[3]
- 1938 — Мустафа Кемал Ататурк, турски политичар. (* 1881)
- 1968 — Јован Бошковски, македонски писац, књижевник и филмски критичар, приповедач и сценариста. (* 1920) [4]
- 1982 — Леонид Брежњев, руски политичар. (* 1906)
- 2011 — Петар Краљ, српски глумац. (* 1941)
- 2013 — Драго Чумић, српски глумац. (* 1937)
- 2014 — Зоран Чалић, српски режисер. (* 1931)

## Празници и дани сећања
- Српска православна црква данас прославља
  - Свети мученик Терентије
  - Свети Арсеније Сремац, архиепископ српски